# Corpus juris civilis
Corpus iuris civilis (latinsko zakonik civilnega prava) je zbirka pravnih dokumentov, ki je nastala med 529 in 534 po ukazu Justinijana I., cesarja Bizanca.

## Deli
Štirje sestavni deli:
- Justinijanov zakonik - zbirka cesarskih odredb od cesarja Hadrijana dalje
- Digeste - izbor iz spisov rimskih pravnikov 2. in 3. stoletja dalje
- Institucije - priročnik za uvod v študij prava
- Novele - zbirka Justinijanovih zakonov in odredb.